# Siège de Bréda (1577)
Pour les articles homonymes, voir siège de Breda.
Guerre de Quatre-Vingts Ans
Batailles
- Chronologie de la guerre de Quatre-Vingts Ans
- Valenciennes
- Austruweel
- Rheindalen
- Heiligerlee
- Jemmingen
- Jodoigne
- Brielle
- 1er Flessingue
- Malines
- Goes
- Mons
- Haarlem
- 2e Flessingue
- Borsele
- Zuiderzee
- Alkmaar
- Leyde
- Reimerswaal
- Mook
- Lillo
- Zierikzee
- 1er Anvers
- 1er Bréda
- Gembloux
- Rijmenam
- 1er Deventer
- Maastricht
- 2e Bréda
- Açores
- 2e Anvers
- 3e Anvers
- Boksum
- Zutphen
- 1er Berg-op-Zoom
- Gravelines
- 3e Bréda
- 2e Deventer
- Groningue
- Huy
- 1er Groenlo1
- 2e Groenlo
- Turnhout
- Nieuport
- Ostende
- L'Écluse
- 3e Groenlo
- Saint-Vincent
- Gibraltar
- Saint-Vincent (1621)
- 2e Berg-op-Zoom
- 4e Bréda
- 4e Groenlo
- Matanzas
- Bois-le-Duc
- Abrolhos
- Slaak
- Maastricht
- 5e Bréda
- Cabañas
- Calloo
- Les Downs
- Saint-Vincent (1641)
- Hulst
- Cavite

En 1577, durant la guerre de Quatre-Vingts Ans, le contrôle de la ville de Bréda, aux Pays-Bas, devait être transféré des tercios de l'Empire espagnol aux États généraux des Pays-Bas, en vertu des accords signés lors de la Pacification de Gand cette même année.
Après le départ de Bréda des troupes espagnoles, les tercios allemands au service de l'Espagne refusèrent de livrer la cité sans une compensation financière. De ce fait, Guillaume d'Orange, baron de Bréda, ordonna d'assiéger la cité.
Après cinq mois de conversations diplomatiques infructueuses et deux mois de siège, les soldats de la garnison allemande, désobéissant à leur commandement, ont remis la cité contre le paiement de l'argent accordé par les Hollandais.

## Contexte
Vers 1566 - 68, les provinces du nord des Pays-Bas, jusqu'alors sous domination espagnole, ont commencé une lutte contre l'Espagne (la guerre de Quatre-Vingts Ans ou guerre des Flandes), motivée par la pression fiscale et par l'intransigeance religieuse espagnole à l'égard du protestantisme majoritaire aux Pays-Bas.
En février 1577, Juan d'Autriche, gouverneur des Pays-Bas au nom du roi Philippe II d'Espagne, signa un accord avec les États généraux des Pays-Bas, appelé Édit Perpétuel, qui confirmait l'acceptation des termes contenus dans la Pacification de Gand et qui comprenaient le retrait des tercios de l'Empire espagnol des territoires hollandais.

### Bréda
La cité de Bréda, dans la province du Brabant, appartenait depuis 1403 à la Maison de Nassau, et jusqu'au début de la guerre, à Guillaume Ier d'Orange, qui portait le titre de baron de Bréda. Celui-ci espérait qu'avec le départ des troupes espagnoles, la cité retournerait dans ses mains, mais comme Guillaume avait refusé l'Édit Perpétuel, il ne pouvait pas la réclamer officiellement.
Entre les 16 et 18 mars 1577, les tercios espagnols qui formaient la garnison de Bréda, abandonnèrent la cité pour aller à Maastricht ; quatre jours après, le gouverneur espagnol de Bréda Francisco Verdugo, nommé par Jerónimo de la Roda, transféra le commandement de la place à une garnison de mercenaires allemands au service du roi d'Espagne, sous le commandement du colonel Fronsberg. Ce geste, contraire à la Pacification de Gand, qui prévoyait la remise de la cité aux États Généraux, provoqua les protestations de ces derniers.
Les soldats allemands refusèrent d'abandonner la place, sous prétexte que selon les accords de l'Édit Perpétuel, ils avaient le droit de l'occuper jusqu'à ce que les États Généraux aient entièrement payé les soldes des tercios allemands. Au même moment, il s'est trouvé que d'autres villes se trouvaient dans la même situation : Bois-le-Duc, Ruremonde ou Anvers étaient aussi occupées par les soldats allemands des tercios espagnols.

## Conversations
Commencèrent des conversations diplomatiques pour essayer de trouver une sortie pacifique au conflit ; le Conseil d'État hollandais proposa Philippe van der Meeren, seigneur de Saventhem, comme gouverneur de Bréda, car il était fidèle au roi d'Espagne et natif du pays ; cela ne convenait pas à Guillaume d'Orange ; le 22 mai, les États Généraux ont offert aux soldats allemands deux mois de paie en argent et un mois supplémentaire en draps pour qu'ils quittent la ville.
Juan d'Autriche, comme gouverneur général des Pays-Bas, intervint dans les conversations entre les deux parties, feignant de chercher une solution, alors qu'en réalité il faisait traîner les choses en longueur car il était partisan de laisser les tercios à Bréda. Pendant ce temps, l'entretien des soldats allemands était à la charge des citoyens de Bréda, ce qui provoquait des situations de tension entre les soldats et les habitants.

## Le siège
À la mi-août, quand il devint patent que les négociations entre les soldats allemands et les États Généraux n'aboutiraient pas, Guillaume d'Orange envoya des troupes commandées par le comte de Champaigne pour assiéger la cité.
Les soldats allemands, attirés par la promesse de la paie, et menés par Hans Jacob von Castell, lieutenant-colonel de la garnison, retinrent le colonel Fronsberg et remirent la place aux Hollandais.

## Reddition
Le 4 octobre 1577, ayant touché la paie de quatre mois de solde, dont un en draps, les soldats allemands abandonnèrent la cité, qui fut immédiatement occupée par les forces de Hohenlohe, au nom de Guillaume d'Orange.
La cité va rester sous le contrôle hollandais jusqu'en 1581, quand les tercios espagnols de Claude de Berlaymont la reprennent et la mettent à sac.

## Sources
- (es) Cet article est partiellement ou en totalité issu de l’article de Wikipédia en espagnol intitulé « Asedio de Breda (1577) » (voir la liste des auteurs).